# Lamyrtjärnen (Ytterlännäs socken, Ångermanland)
Lamyrtjärnen är en sjö i Kramfors kommun i Ångermanland och ingår i Ångermanälven-Gådeåns kustområde.